# All Out
All Out é uma Organização Não Governamental de nível global fundada por Jeremy Heimans e Andre Banks. É focada no apoio jurídico e na movimentação das massas em favor da causa LGBT. É uma inciativa da Purpose Foundation, ONG sem fins lucrativos especializada em marketing de causa. A All Out usa de doações, marketing, propaganda viral e jurismo para levantar apoio à causas LGBTs e alertar para abusos cometidos contra grupos não-heteronormativos (como a criminalização da homossexualidade).
No brasil, é responsável pela campanha A Hora é Agora junto a hashtag é crime sim, em favor da Injunção 4733 e a Ação Direta de Inconstitucionalidade por Omissão 26 que visam criminalizar a homofobia.